# The Bangville Police
The Bangville Police (conhecido também Bangville Police) é um filme mudo norte-americano de 1913 em curta-metragem, do gênero comédia, estrelado por Fred Mace, Mabel Normand e os Keystone Cops (Raymond Hatton, Edgar Kennedy, Ford Sterling e Al St. John). Foi dirigido por Henry Lehrman.

## Elenco
- Fred Mace ... Chefe de polícia
- Mabel Normand ... Garota da fazenda
- Nick Cogley ... Pai
- Dot Farley ... Mãe
- Betty Schade
- Raymond Hatton ... Policial
- Edgar Kennedy ... Policial
- Hank Mann ... Policial
- Ford Sterling ... Policial
- Al St. John ... Policial